# Білинський Тарас Володимирович
Білинський Тарас – лікар, громадський діяч, доктор медицини (1927), член УЛТ (Українське лікарське товариство) у Львові.

## Життєпис
Білинський Тарас народився в 1903 році в м.Збараж.
У 1921 році закінчив українську гімназію в Тернополі, а в 1922 році почав медичні студії в Граці (Австрія), закінчивши їх у 1927 році. Диплом нострифікував у 1929 р. у Віденському університеті, після чого працював помічником лікаря у Львівському державному шпиталі. З 1930 року досить успішно вів приватну практику в Збаражі, належав до філії УЛТ у Тернополі. Незважаючи на велику зайнятість (лікування хворих), він відразу стає у проводі громадського життя, яке з його прибуттям значно пожвавилось.
У грудні 1930 року в Збаражі відбулися загальні збори в читальні «Просвіта», на яких головою управи одноголосно обрано молодого лікаря Тараса Білинського. За короткий час читальня стала головним центром духовного життя збаражан. Тільки протягом кількох місяців у «Просвіту» вступило 200 осіб, переважно молоді. Мала кімната читальні не могла вмістити усіх бажаючих прочитати газету, послухати розповідь про історичне минуле українського народу, почерпнути знань медицини, ознайомитись з політичним життям нашого суспільства. Тарас Білинський домігся, щоб читальню «Просвіта» перенесли до малого залу Українського дому. Завдяки його старанням читальня передплачувала всі українські газети, що виходили в Польщі, а щоденну газету «Діло» і українські журнали він приносив з дому свої.
При читальні запрацювали аматорські гуртки, відбувалися вечорниці з танцями, а в піст чайні вечори, шахові змагання. Зібрані під час імпрез гроші призначалися для поповнення фондів бібліотеки. Це стривожило окупаційну владу, і вона шукала причину, щоб закрити читальню. Навесні 1934 року польська влада заарештувала Тараса Білинського нібито за приналежність до ОУН, а читальню закрила.
Минуло три місяці, але польська влада не змогла пред’явити управі Всеукраїнське товариство «Просвіта» імені Тараса Шевченка антидержавних злочинів. Староство змушене було відкрити читальню. У липні цього ж року повернувся Тарас Білинський, бо польська поліція не змогла пред’явити йому ніяких доказів злочину.
Тепер ще буйніше завирувало просвітницьке життя і в місті, й у повіті. Часто лікар виїжджав у села повіту і, крім лікарської допомоги населенню, сприяв і в поліпшенні національно-просвітницької роботи, в організації товариства тверезості.
Як згадує Богдан Левків із Малої Березовиці :  «...в лікарських сумках з червоним хрестом він вивозив нову національну літературу, заборонену в Польщі. При читальнях працювали рахункові (фізкультурні) гуртки, влаштовували фестини — свято молоді.
Не спали і говорили. Через кілька місяців польські поліцаї несподівано налетіли на читальню «Просвіта», зробили обшук в бібліотеці, знайшли заборонені книги. Справу передали в суд. Але адвокат Кульчинський зумів виграти процес. Ця перемога запалила українську молодь до роботи. На пропозицію Тараса Білинського при читальні організовано струнний оркестр, який часто виступав на імпрезах товариства, працював хор під керівництвом Л. Краснопери».
У 1935 році Т. Білинському вдалося організувати в Збаражі рахункове Товариство «Сокіл». Знову молодь обрала його головою.
По кількох місяцях праці Т. Білинський відмовився від керівництва «Сокола». Всю енергію і силу він віддає лікарській і просвітницькій роботі, стає районним провідником ОУН (підпільним). У 1937-1939 роках кілька разів був затриманий поліцаями, але швидко звільнений, хоч йому грозили заслання і концтабір Береза Картузька.
Головою Товариства «Просвіта» в Збаражі Тарас Білинський був до 17 вересня 1939 року. Він також був членом Ради Окружного Союзу кооперативів та членом управи Українського народного дому.
В 1939 році, після встановлення радянської влади, призначений головним лікарем Збаразької лікарні. Тарас Білинський був заарештований органами НКВС, але завдяки підтримки збаражан був звільнений.
5 липня 1941 року був закатований енкаведистами. Похоронили його тіло в Збаражі.
Під час повернення радянських військ у Збараж в 1944 р. сім’я Білинських, боячись нових переслідувань, виїхала з міста.
З нагоди 100-річчя від дня народження Т.Білинського на будинку Збаразької районної лікарні відкрито меморіальну дошку.